# Předkolumbovská Amerika

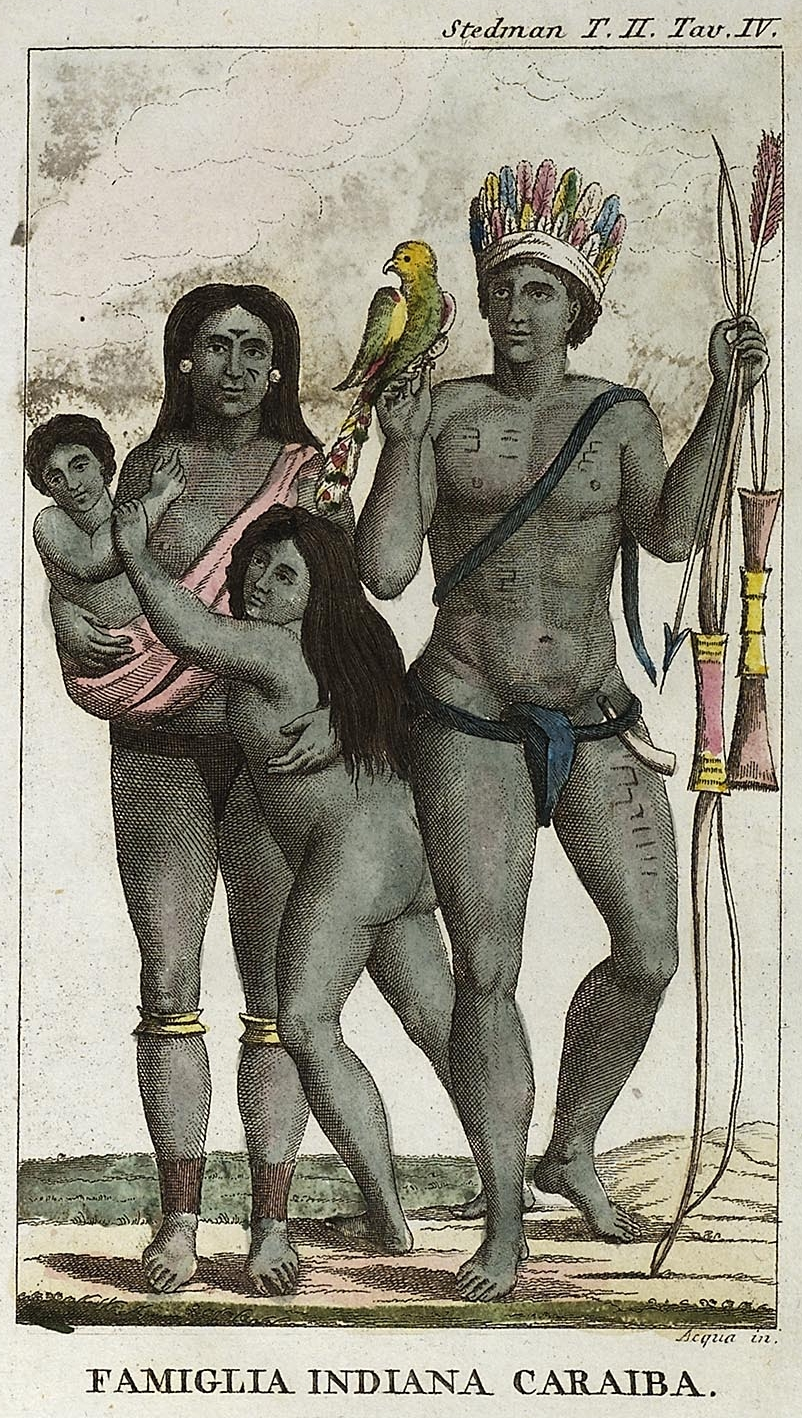
Karibská rodina na vyobrazení od Johna Gabriela Stedmana z roku 1818

Předkolumbovská Amerika je označení pro historická období na americkém kontinentu před připlutím Kryštofa Kolumba v roce 1492, které bylo počátkem evropského působení na kontinentu a zcela zásadně proměnilo obě, po tisíce let odděleně se vyvíjející, civilizace. Objevení kontinentu Vikingem Leifem Erikssonem a založení vikingské osady na Newfoundlandu mělo na obyvatele Ameriky mizivý vliv. Je doloženo roku 1021 v L'Anse aux Meadows. Naopak, že by se do Ameriky dostal Abú Bakr II. není doloženo.
Stejně jako je velice pestré přírodní prostředí kontinentu, vzniklo zde nepřeberné množství často velice odlišných kultur. Termín předkolumbovské kultury se nejčastěji pojí k nejrozvinutějším civilizacím, které se nacházely v oblasti Mezoameriky (například Olmékové, Teotihuacán, Aztékové a Mayové) a v oblasti centrálních And (například Chavín de Huántar, Močikové či Incká říše). Ovšem i v Severní Americe existovala v pozdější době veliká sídliště a města jako například Pueblo Bonito či Cahokia, kde tamní stavitelé postavili největší z amerických „pyramid“ – dnes nazývanou Mohyla mnichů.

## Počátky osídlení Ameriky

Animace pevninského mostu v oblasti „Beringie“ za posledních 21 tisíc let. V období před 57 až 29 tisíci lety (kyslíkové izotopové stádium MIS3) byla hladina moře až o 40 metrů výše než se dříve předpokládalo.

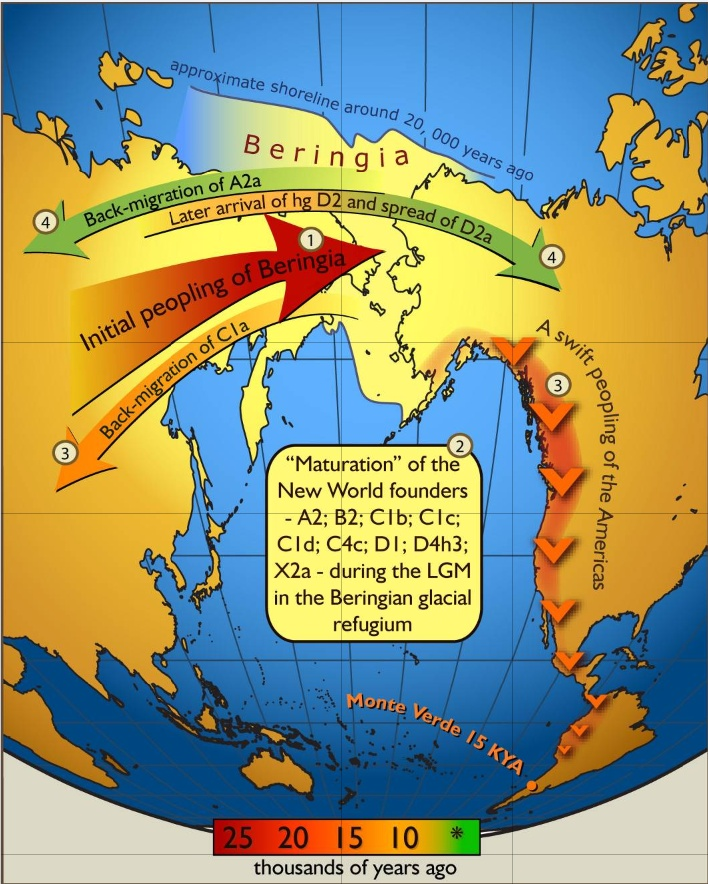
Časová mapa přechodu do Ameriky.

Mapa Ameriky ukazuje místa před kulturou Clovis.

Všichni nativní obyvatelé Ameriky, původně lovci a sběrači, mají asijský původ, přišli však z různých oblastí Asie a lišili se vnější podobou. Původem byli spíše ze Sibiře než z Japonska. Dnes je obecně přijímána teorie jejich přechodu na kontinent v místě dnešního Beringova průlivu v poslední době ledové, ve které byl díky poklesu mořské hladiny o 85 metrů obnažen 1600 kilometrů široký pruh kontinentálního šelfu (tzv. „Beringie“). Tuto teorii jako první formuloval český antropolog (žijící v USA) Aleš Hrdlička (ale domníval se, že k tomu došlo před 3000 lety). Stalo se tak postupně přibližně od doby před 40 000 lety (jiní autoři uvádějí i odlišná data, například před 30 tisíci lety, 25 000 př. n. l., nálezy v Kanadě (Bluefish Caves) z doby 22 000 př. n. l. či 20 000 př. n. l. z USA, což zpochybňuje teorii o hlavním příchodu přes Beringovu úžinu zhruba před 14 tisíci lety, protože genetické důkazy starověkých Beringů ukazují na více než 20 tisíc let.) Patrně se jednalo (minimálně) o dvě vlny migrace do Severní Ameriky, přičemž první mohla nastat přibližně před 24 tisíci let a druhá 15 tisíci lety.
Až na jih kontinentu lidé podle poznatků z 20. století došli okolo roku 9000 př. n. l. Novější poznatky ale ukazují, že například na jihu Chile byli lidé před více než 14 tisíci lety. Byla tam objevena stopa přes 15 tisíc let stará (v Severní Americe jsou stopy až 23 tisíc let staré) a známky lidského osídlení i více než 18 tisíc let staré či zpracování masa 21 tisíc let staré, což jsou datování starší než která má kultura Clovis ze Severní Ameriky. Greenbergova hypotéza uvádí,[zdroj?] že Amerika byla osídlena dvěma cestami – přes Beringův průliv a zejména střední a Jižní Amerika i z asijských ostrovů přes moře. K osídlení Ameriky také mohlo dojít podél pobřeží. V Jižní Americe (například Národní park Serra da Capivara) se totiž nalezly starší nálezy, než by odpovídalo osídlení Ameriky přes pevninský most.
Artefakty byly doloženy pro dobu 14000 let př. n. l. v Severní i Jižní Americe. Odpovídají také osídlení z Austrálie. Genetické studie dokazují obchod Jižní Ameriky s Polynésií, kde bylo nalezeno písmo rongorongo (písmo bylo nalezeno i v Mezoamerice, ale ne v Severní Americe). Metalurgie je také charakteristická pro Jižní Ameriku a nebyla nalezena v Severní Americe.
Ostatní teorie původů obyvatel Ameriky byly odmítnuty jako nepodložené – antropolog Grafton Elliot Smith například tvrdil, že pocházejí z Egypta, podle jiných se jedná o potomky obyvatel Atlantidy, Lemurie či Mu. Mormoni dodnes zastávají názor, že se jedná o potomky ztracených deseti izraelských kmenů. K nejstarším známým nalezištím lze přiřadit například lokalitu Tule Springs na území dnešních USA či další lokality v Jižní Americe (jeskyně Lauricocha, Guitarreo či Diablo). O jiných oblastech, jako například jeskyně Piquimachay, se vedou spory. Jiné nálezy lze vysvětlit jako nástroje opic. Roedl uvádí archeologický nález v texaském Lewisville, datovaný dokonce do období 38 000 let př. n. l. Jsou ale i jiné známky přítomnosti člověka a to dokonce v době 130 000 let př. n. l., což by mohl být například Homo erectus. Důkazy jsou ale diskutabilní.

## Zemědělství

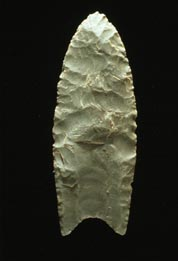
Hrot z kopí kultury Clovis

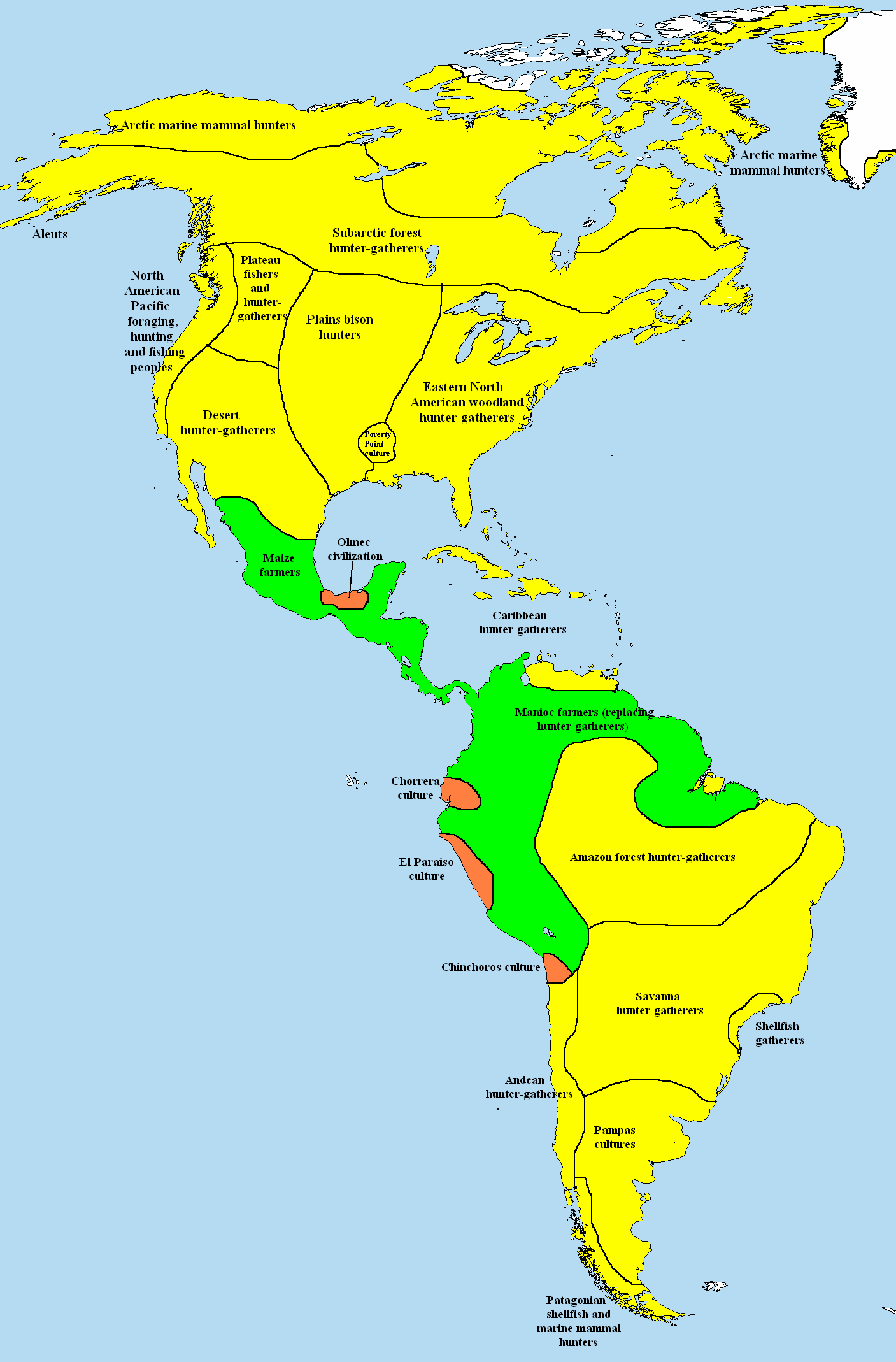
Mapa Ameriky okolo roku 1000 př. n. l.
lovci a sběrači
jednoduché zemědělské společnosti
složitější společnosti (civilizace)

Zásadní odlišnost mezi Novým a Starým světem spočívala například v tom, že v Americe nebyla domestikována téměř žádná zvířata (největším byla lama, pak už jen morče a menší drůbež – krocani, kachny). Jediným zvířetem domestikovaným v celé Americe byl pes (patrně do Ameriky přišel s lidmi). Zemědělství bylo založeno na pěstování manioku a kukuřice (jeho počátky jsou datovány přibližně do roku 7000 př. n. l.). Mezi další plodiny patří podle oblasti například brambory, rajčata, tomatillo, dýně, chilli papričky, fazole, ananas, sladké brambory, merlík čilský, laskavec, vanilka, kakao, cibule, podzemnice olejná, jahody či avokádo. Rozšířené bylo i pěstování koky (v Andách) a užívání řady přírodních psychotropních látek.

## Severní Amerika
Některé archeologické objevy nasvědčují možnosti, že na Coloradské plošině žila neznámá lidská kultura už v době před asi 37 000 lety.

### Kultura Clovis
Kultura Clovis byla nejrozšířenější paleolitickou kulturou v Severní Americe. Je datována přibližně do období 10 000 př. n. l. až 9200 př. n. l. Jednalo se o lovce a sběrače, kteří lovili mamuty a jejich sídliště sloužila zejména k jejich zpracování.

### Kultura Mississippi

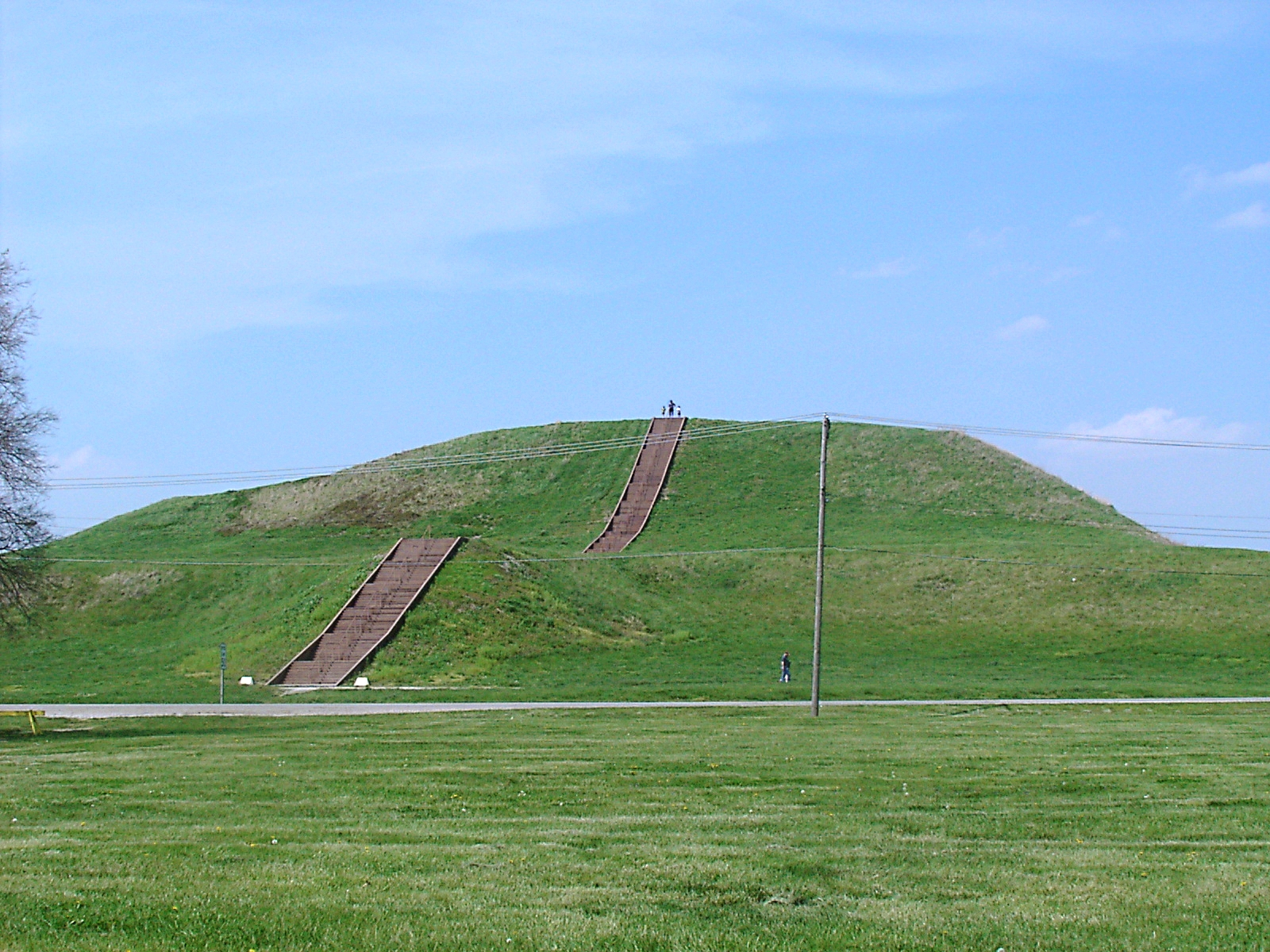
Mohyla mnichů (stavba zahájena v 10. stol. n. l.)

Mississippská kultura ve své době dominovala celé oblasti řeky Mississippi. Typická pro ni byla stavba mohutných mohyl. Společnost neznala písmo. Jejich společnost byla stratifikovaná a založená na zemědělství. Největším sídlem této kultury byla Cahokia, kde tamní stavitelé postavili největší z amerických pyramid – dnes nazývanou Mohyla mnichů.

### Severní Amerika v době objevení Španěly
Obyvatelé Severní Ameriky vytvořili velice pestrou mozaiku jazykových oblastí a kulturních okruhů. Více homogenní byly například oblast prérií či sever, kde se usadili poslední příchozí – Inuité, naopak velice pestrá byla situace při západním pobřeží Ameriky. Antropolog Alfred Louis Kroeber vyjmenoval deset kulturních oblastí, ke kterým jsou zde uvedena některá ze známějších etnik. Arktická (Inuité), subarktická (Čipewajové, Creeové), severovýchod (Algokinové – Otawové, Mohykáni, Irokézové – Mohawkové, Senekové, Čerokíové), jihovýchod (Čoktavové, Seminolové, Čikasavové), prérie (Šajeni, Siouxové, Pawnee, Černonožci, Vraní indiáni, Komančové, Kajovové), jihozápad (Apačové, Hopi, Zuni, Pimové), Velká pánev (Great Basin – Utové, Šošoni, Pajutové), Kalifornie, plateau a severozápad (Činukové, Kwakiutlové).

## Mezoamerika
Předkolumbovské kultury v Mezoamerice byly založené na zemědělství – zejména na pěstování kukuřice. Centrem osídlení byla velká opevněná města obklopená zemědělským zázemím, ve kterých se soustřeďoval obchod, náboženské obřady i politická moc. Někdy se v souvislosti s touto oblastí hovoří přímo o městských státech. Na druhou stranu zde nebyla domestikována téměř žádná zvířata a nebyly používány kovové nástroje. Písmo bylo hieroglyfické. V případě vývoje mezoamerických civilizací je rozlišováno předklasické, klasické a poklasické období.
Jacques Soustelle dělí mezoamerické kultury i podle jiných kritérií. Kultury Olméků, Mayů a Teotinuacánu v prvním tisíciletí byly dle něj mírumilovné a koncentrované kolem obchodu a náboženských center. Toltékové byli kulturou přechodnou mezi druhým obdobím, kdy se po celé oblasti prosadily válečnické civilizace, vyžadující hromadné lidské oběti. Dlouhou dobu mírumilovní Mayové a Toltékové se k vedení válek a obětování lidí také přiklonili.

### Předklasické období

#### Olmékové

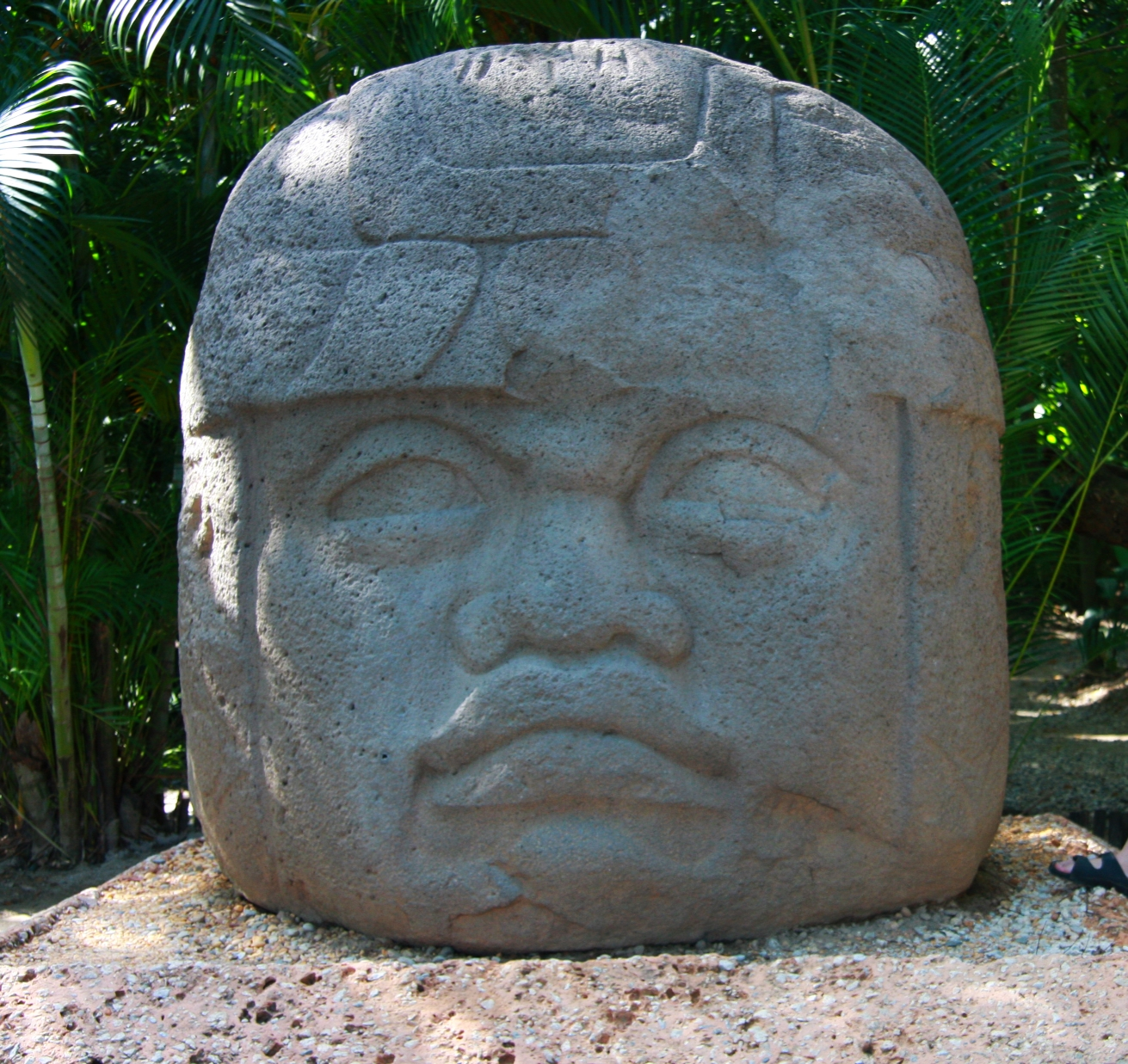
Olmécký monument v La Ventě

Olmékové (jejich původní název není znám) jsou nejstarší komplexní civilizací předklasického období, která se rozvinula v bažinatých a pravidelně zaplavovaných nížinách na pobřeží Mexického zálivu (vyvýšené bylo pouze pohoří Tuxtla). Jejich kultura je datována do období 1200 př. n. l. až 400 př. n. l. Znali obrázkové písmo, ve městech stavěli pyramidy a mohyly. Olméčtí umělci vytvářeli mohutné sochy z čediče z pohoří Tuxtla, které pak přepravovali na velké vzdálenosti. Nejstarší centrum kultury – San Lorenzo, bylo kolem roku 900 př. n. l. téměř zcela zničeno. Pozdější centrum La Venta bylo později také zničeno a posledním centrem bylo pravděpodobně Tres Zapotes. Jejich náboženství si vyžadovalo lidské oběti a pravděpodobně byl rozšířen i rituální kanibalismus.

#### Mayové

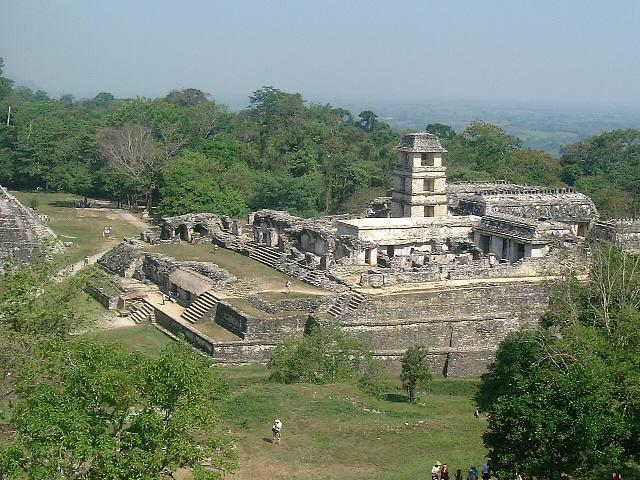
Pozůstatky města Palenque

Mayská civilizace existovala v oblasti jižního Mexika a zejména na poloostrově Yucatán. Mayská civilizace vznikla už v předklasickém období a ze všech zdejších civilizací vydržela nejdéle – ovládnutí oblasti Španělům trvalo déle než jedno století.
Mayské písmo bylo nejpokročilejší na kontinentu a na velice vysoké úrovni bylo také umění, architektura, stejně jako znalosti matematiky a astronomie. Mayové znali nulu, délku roku určili přesněji než gregoriánský kalendář, přesně vypočetli pohyb nebeských těles (v případě Venuše s odchylkou méně než dvě hodiny za 500 let) a jejich kalendář pracoval s perspektivou milionů let. Přitom neznali kolo či kovové nástroje. Soustelle dokonce prohlásil, že: „Mayové jsou možná jediní na světě, kdo uctívali kult času“. Potomci Mayů v oblasti žijí dodnes.

### Klasické období

#### Teotihuacán

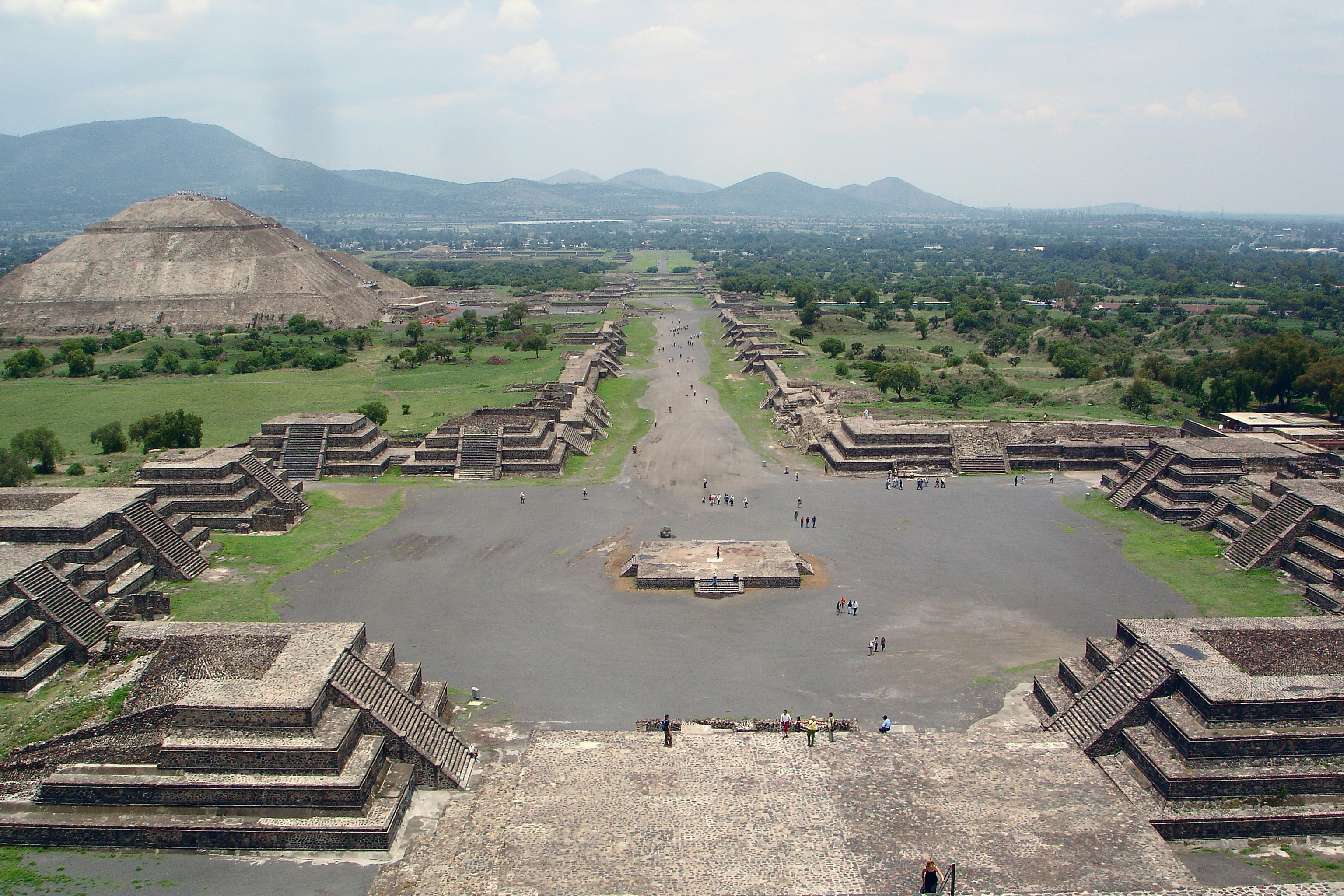
Teotihuacán – pohled z Měsíční pyramidy na Ulici mrtvých a Sluneční pyramidu

Teotihuacán (název není původní a pochází od Aztéků) byl centrem nejznámější mezoamerické kultury klasického období, jejíž oblast vlivu byla dokonce větší než později u samotných Aztéků. Je datován do období od 4. stol. př. n. l. do 7. stol. n. l. Město bylo nejvýznamnějším obchodním centrem oblasti a také náboženským centrem (jednalo se o polyteismus. Bohové byli například: Tlaloc, Chalchiuhtlicue či Quetzalcoatl). S počtem obyvatel odhadovaným na 125–250 tisíc osob bylo město mnohem větší, než jakékoliv jiné ve Starém světě. Jeho obyvatelé se věnovali zemědělství. Vyznačovalo se monumentální architekturou – mělo široké ulice, pyramidy (zejména Pyramida Slunce a Pyramida Měsíce) a chrámy. Umělecké předměty byly zejména z obsidiánu a keramiky. Proč bylo město později opuštěno se nepodařilo uspokojivě objasnit. Zejména v jeho bohatších čtvrtích jsou patrné stopy požáru. Aztékové město po několika stovkách let částečně znovuobydleli.

### Poklasické období

#### Toltékové
Etnoložka a historička Markéta Křížová uvádí, že Toltékové nejspíš nikdy neexistovali a jde jen o módní vlnu New Age.
Centrem Toltécké kultury, která prožívala rozmach od počátku 7. do druhé poloviny 12. století, bylo severně od Teotihuacánu položené město Tula (zkomolenina původního názvu Tollan). Ve století byla Tula zničena a o důvodech jejího zániku panují, jak je to u této oblasti typické, pouze dohady.

#### Aztékové
Vrcholnou kulturou v oblasti centrálního Mexika se stali Aztékové. Aztécká říše vznikla z konfederace městských států Tenochtitlánu, Texcoca a Tlacopánu, jež byla vytvořena roku 1428 po vítězné válce proti městskému státu Azcapotzalco, po níž Tenočkové získali rozhodující vojenský a politický vliv. Následně se Tenochtitlán stal hlavním městem konfederace. Aztécké obrázkové písmo sloužilo k psaní řady literárních žánrů (například básně a náboženské texty). Aztékové měli velice složitý systém náboženství. Svět a historii vnímali jako neustálý cyklus zrození a smrti. Slunce podle nich neustále potřebovalo přísun lidské krve, aby nezesláblo, a svět nezanikl. Tomu sloužilo obrovské množství lidských obětí.
Do konce 15. století si Aztékové porobili většinu kmenů středního a jižního Mexika. Od počátku 16. století měla rozlehlá říše problémy se správou, které ji oslabovaly. Říše byla rozvrácena evropskými dobyvateli, které vedl Hernán Cortés.

## Karibik

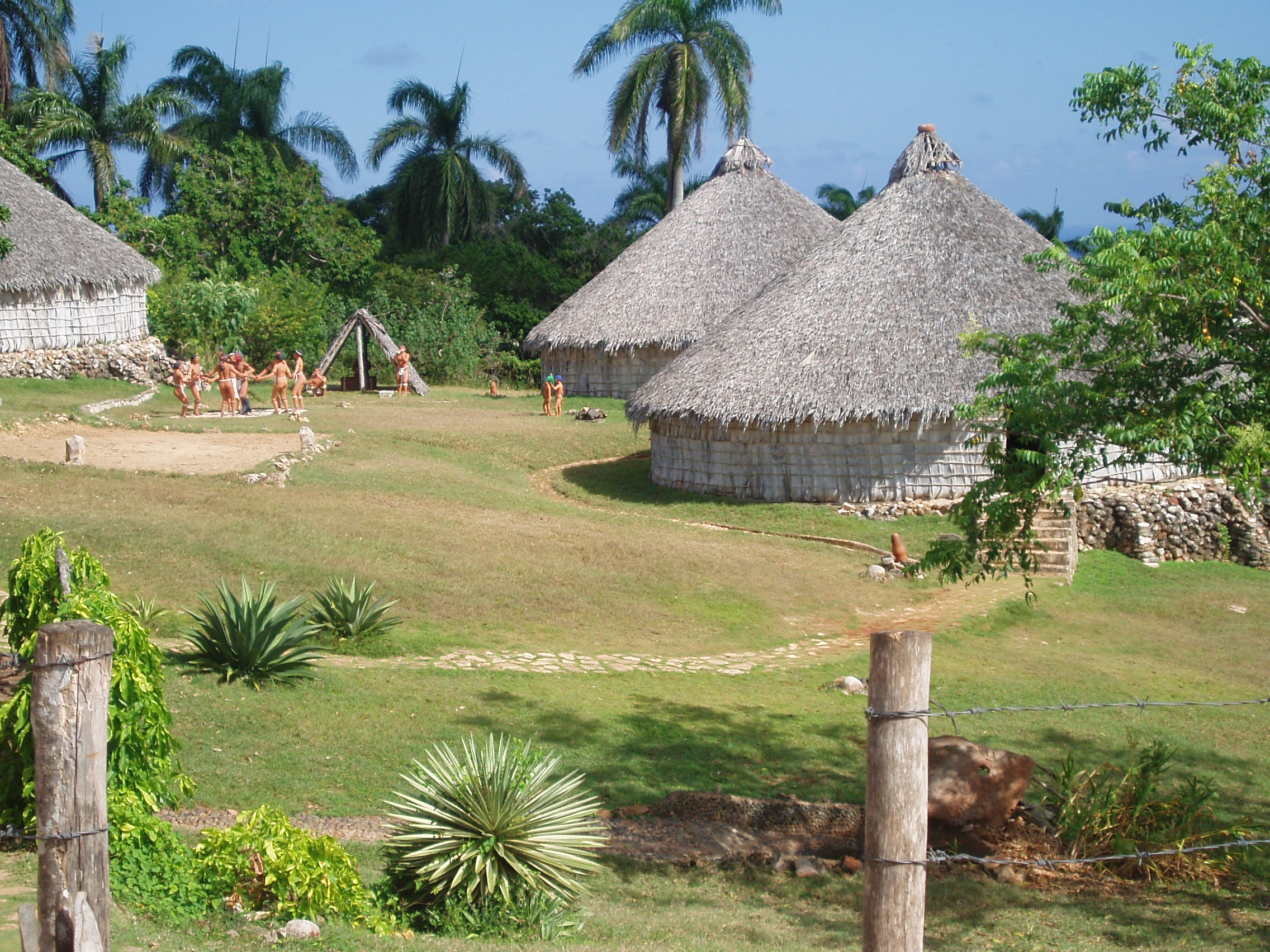
Moderní rekonstrukce taínské vesnice

Lidé, kteří osídlili Karibik, postupovali z oblasti ústí řeky Orinoco v dnešní Venezuele přes ostrovy Malých Antil až po Velké Antily. V době připlutí Španělů do Karibiku zde byli nejrozšířenější Sibonejové, Taínové a Karibové. Nejstarší karibskou kulturou ovšem byla kultura Guanajatabeye, podle materiálu používaného nejčastěji k výrobě předmětů zvaná též kultura lastur. Toto paleolitické etnikum bylo v době připlutí Španělů zatlačeno do izolace na západě Kuby. Sibonejové žili v době příchodu Španělů na většině Kuby a části Haiti. Byli to rybáři a pěstitelé manioku.
Na Velkých Antilách a Bahamách dominovali Taínové (součást kultury Aravaků), kteří se dělili na řadu dalších skupin. Stopy arawackého osídlení jsou všude od Trinidadu až po Kubu a Bahamy. Příslušníci taínského velice mírumilovného etnika byli především rybáři a zemědělci pěstující maniok. Byli to animisté. Arawakové se potýkali s bojovnými Kariby, kteří je, až na několik severních ostrovů, vytlačili z prostoru Malých Antil. Karibové byli méně rozvinutí a výrazně agresivnější. Jejich náboženství bylo animistické a provozovali rituální kanibalismus (slovo kanibal je odvozeno právě ze jména tohoto etnika).
Populace Taínů na Hispaniole se necelých 50 let po příchodu Evropanů zmenšila z 300 000 na méně než 200 osob. Po sto letech od příchodu Španělů vymizela téměř celá populace Arawaků. Pouze několik izolovaných oblastí obývaných Kariby existuje dodnes.

## Jižní Amerika

### Smíšené oblasti

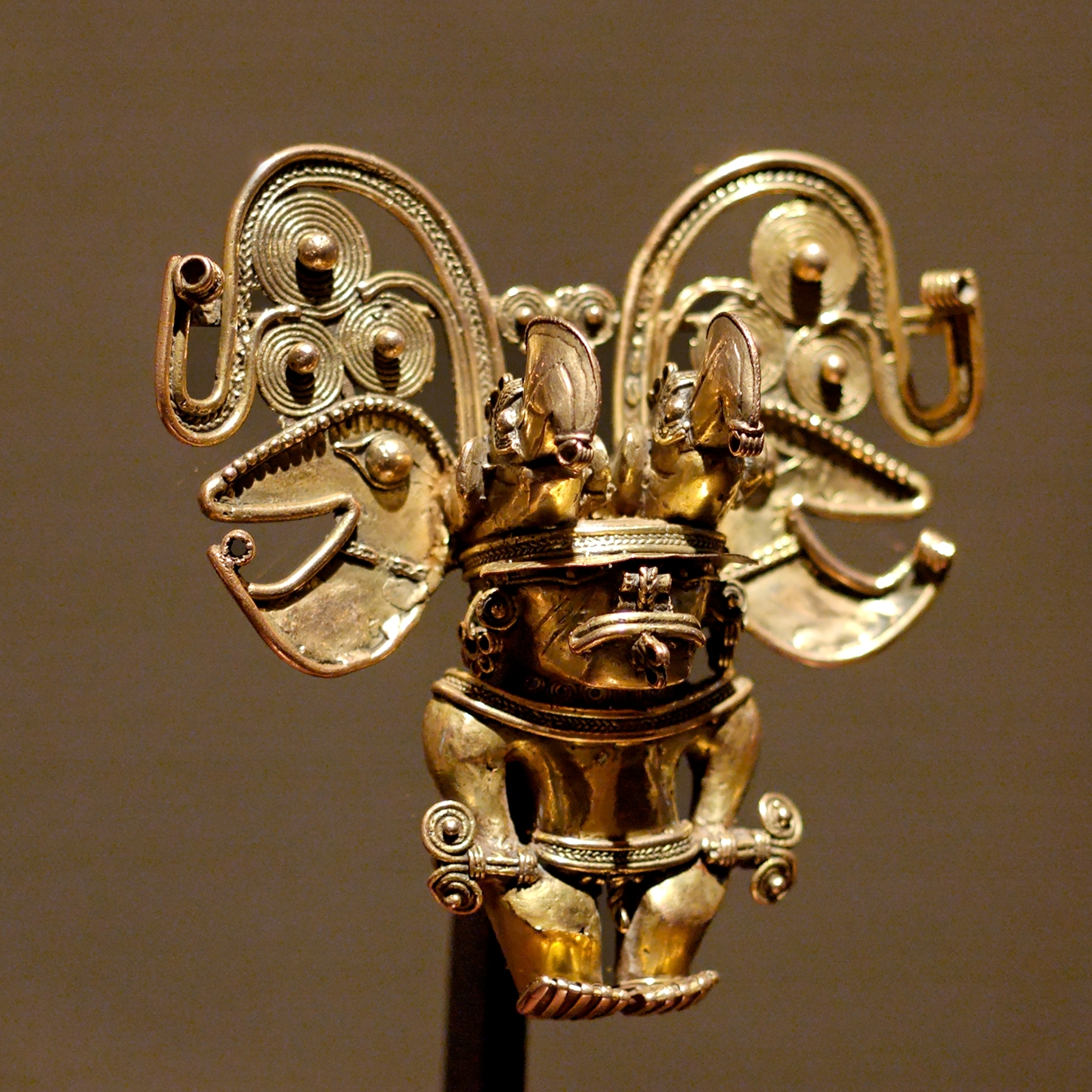
Taironský zlatý předmět

Oblasti mezi Mezoamerikou a oblastí And byly pod vlivem tamních civilizací, byla zde vysoká hustota obyvatelstva, rozvinutý obchod, metalurgie a hrnčířství. Zemědělství bylo založené na pěstování manioku. Vyspělosti mezoamerických a andských říší však tyto oblasti nedosáhly. Přesto zde byla řada významných oblastí a kultur, například Taironové, Sinú, Muiskové, Kimbajové, Kalimové či Tolimové. Například Taironská oblast na severu dnešní Kolumbie v pohoří Sierra Nevada de Santa Marta zahrnovala přes 200 měst s kamennými budovami. Byly zde i kamenné silnice a středisko těžby zlata.

### Andy
Pro nejrozvinutější kultury v andské oblasti byly typické velké říše a časté války. Historicky jsou dnes děleny do tří období (horizontů) podle převládajícího uměleckého vlivu a dvou přechodných (intermediálních) období, kdy byla oblast kulturně roztříštěná. Jejich poznání komplikuje absence písma. Typickými prvky zdejších kultur jsou závlahové zemědělství, monumentální architektura, vyspělé zpracování kovů, keramiky a textilu.
Období předcházející prvnímu horizontu je děleno na předkeramické (4000–1800 let př. n. l., například civilizace Caral či kultura Chinchorro) a raně keramické období (1800–900 let př. n. l., keramická kultura ve Valdivia však existovala dříve). V této době vznikají první organizovaná společenství a sídliště městského typu. Rozvíjí se zemědělství (kukuřice, bavlna), chov lam, je budováno zavlažování. K tomuto období jsou řazena například naleziště El Paraiso, Las Haldas, Kotosh, Mojeque či chrámový komplex Cerro Sechín.

### Raný horizont

#### Chavín

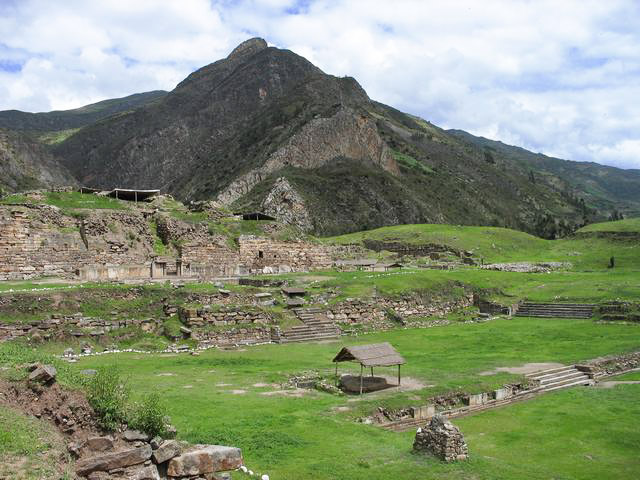
Chavín de Huantar je zařazen do seznamu světového dědictví UNESCO

K nejstarším a nejvyspělejším kulturám v oblasti patřil Chavín (nebyl však jediný viz například kultury Wankarani a Chiripa), jehož existence je datována mezi lety 900–200 př. n. l. s vrcholným obdobím od roku 400 př. n. l. Nejznámější lokalitou je město Chavín de Huántar, nacházející se na frekventované obchodní trase na východním svahu And. Architektura města je v kamene a nepálených cihel. Jsou zde akvadukty, kanalizace a terasovitá pole, usnadňující zemědělství v andském prostředí charakteristickém nedostatkem půdy. Vyspělé bylo zpracování textilu, keramiky a zlata.
Náboženství bylo centralizované a mělo podobu teokracie. Významné je například „usmívající se božstvo“ s atributy kočkovité šelmy a hada, jehož pravé jméno neznáme či Bůh se žezly. Pravděpodobně se jednalo o lovce lebek. Zajímavostí je pravděpodobně z rituálních důvodů zbudovaný důmyslný kanalizační systém pod hlavním chrámem, který měl v chrámu vytvářet působivé zvukové efekty. Samotný Chavín už však navazuje na jiné starší kultury (např. Kotosh či Shillacoto) a pravděpodobně měl kontakty s Mezoamerikou. Vliv chavínské kultury se projevoval až do doby Inků.

### Rané přechodné období
Po úpadku Chavínu následovalo rané přechodné období (200 př. n. l. až 700 n. l.), kdy se oblast rozpadla na řadu místních, vzájemně soupeřících útvarů (seňoríos), formujících se ještě v době existence Chavínu, z nichž známější jsou dnes kultury Moche, Nazca, Paracas, Lima, Vicús či Pucara.

#### Moche

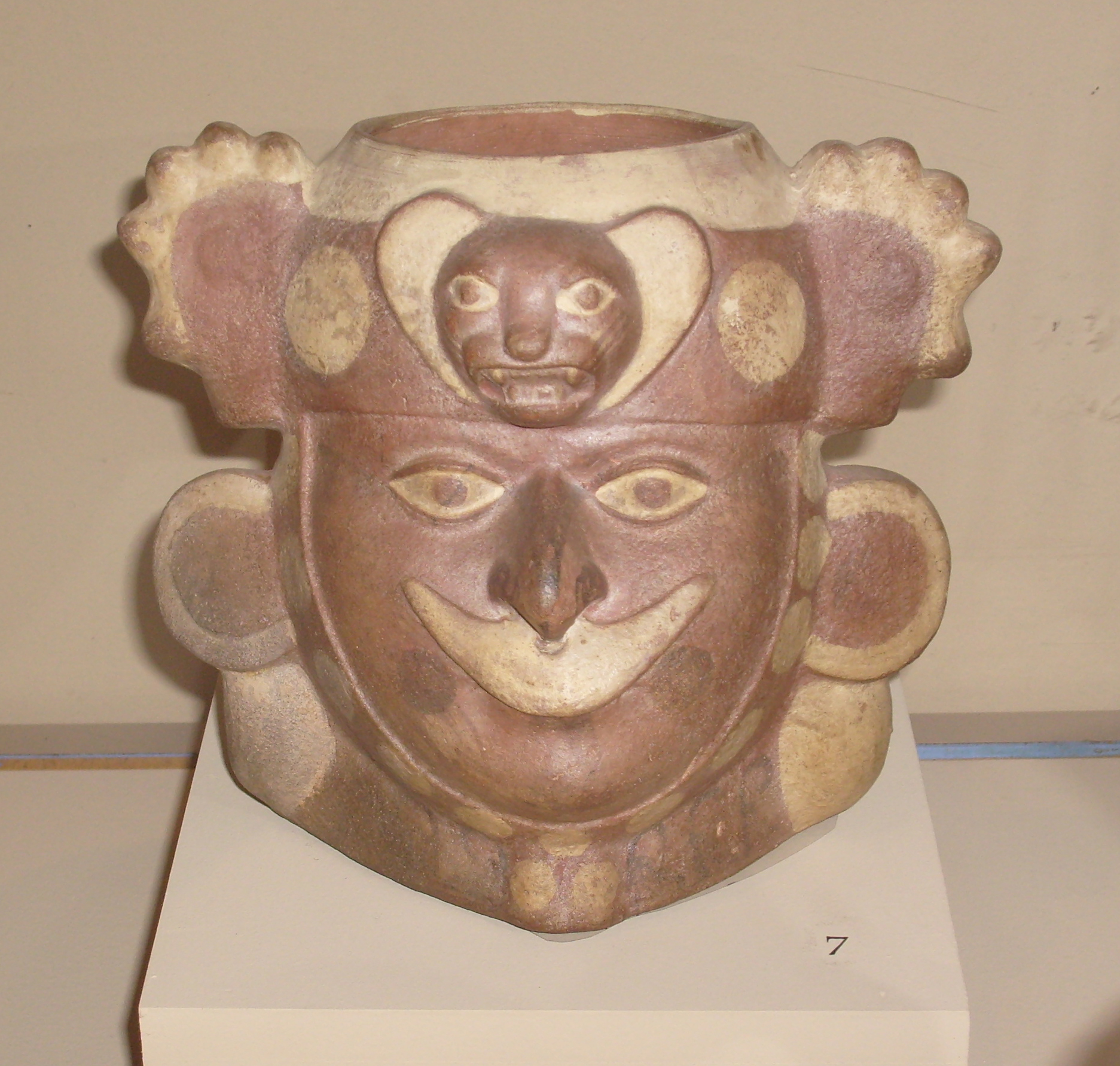
Močická figurální keramika

Nejvýznamnější kulturou raného intermediálního období byli Močikové, jejichž kultura s centrem v Moche je datována do období 100 př. n. l. do 700 n. l. Šlo již o silně organizovanou, stratifikovanou a výbojnou společnost. Vyspělá je močická malovaná keramika (časté jsou sošky zmrzačených lidí či spoutaných vězňů a zajatců, nebo erotické motivy – huacas pornográfikos), zpracování kovů a textilií. Rozvinutá byla též chirurgie – trepanace lebek. Časté jsou výjevy žvýkání koky. Ústředním bodem náboženství bylo uctívání Měsíce. Pyramida slunce, postavená v Moche z nepálených cihel (adobe) a dodnes částečně dochovaná, je s délkou nejméně 350 metrů a výškou 40 metrů největší stavbou svého druhu na kontinentu. Významným pozůstatkem močiků je nález kompletní hrobky tzv. pána ze Sipánu v roce 1987, řazený mezi nejvýznamnější archeologické nálezy v oblasti.

#### Paracas
Kultura Paracas je pojmenována podle stejnojmenného poloostrova na peruánském pobřeží (často je považována za součást kultury Nazca). Datována je do období 650 př. n. l. až 150 n. l. a vznikala vlivem Chavínu. Známá jsou zejména zdejší pohřebiště obsahující mumie ve „fetální poloze“ (skrčenci) zabalené do perfektně dochovaných bohatě zdobených látek. Častá je u nich deformace a trepanace lebek.

#### Nazca

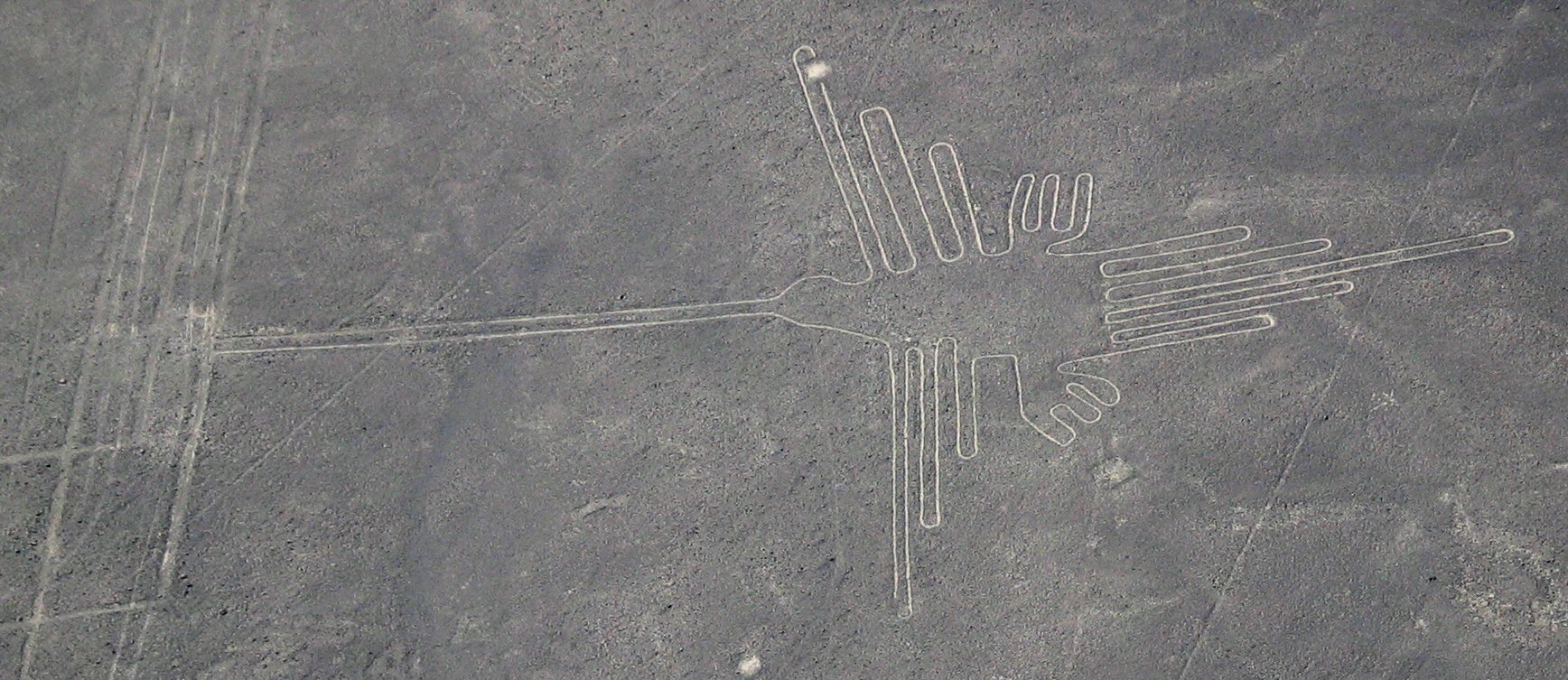
Zobrazení „kolibříka“ (nebo jiného ptáka), letecký snímek. Dnes v seznamu světového dědictví UNESCO

Převažující kultura přechodného období na jižním pobřeží je nazývána kultura Nazca. Je datována do období 370 př. n. l. až 450 n. l. Mnoho uměleckých motivů je inspirováno kulturou Paracas. Byl zde pravděpodobně kult trofejních hlav a bylo nalezeno množství trepanovaných lebek. Veřejné stavby zde byly stavěny z nepálených cihel, proto není po nazcanské kultuře příliš architektonických památek a její nejznámější pozůstatek jsou geoglyfy na planině Nazca.

### Střední horizont

#### Huari
Okolo roku 500 n. l. skončilo přechodné období a andské oblasti začaly dominovat dvě kultury s centry v Wari (též Huari) ležícím severně od Cusca a v Tiwanaku (též Tiahuanaco) nacházející se na pobřeží jezera Titicaca. Zpočátku obě kultury čerpaly z odlišných kořenů – Huari bylo pod vlivem kultury Moche a Tiwanaco pod vlivem kultury Pucara, v pozdějším období (Roedl uvádí 6–7. století) se k sobě natolik přiblížily, že se mezi nimi obtížně rozlišuje a hovoří se o Bolivijském Tiwanacu a Peruánském Tiwanacu. Zatímco Tiwanaco bylo určeno zejména ke kultovním účelům, Huari bylo plnohodnotným městem s ulicemi na pravoúhlém půdorysu.

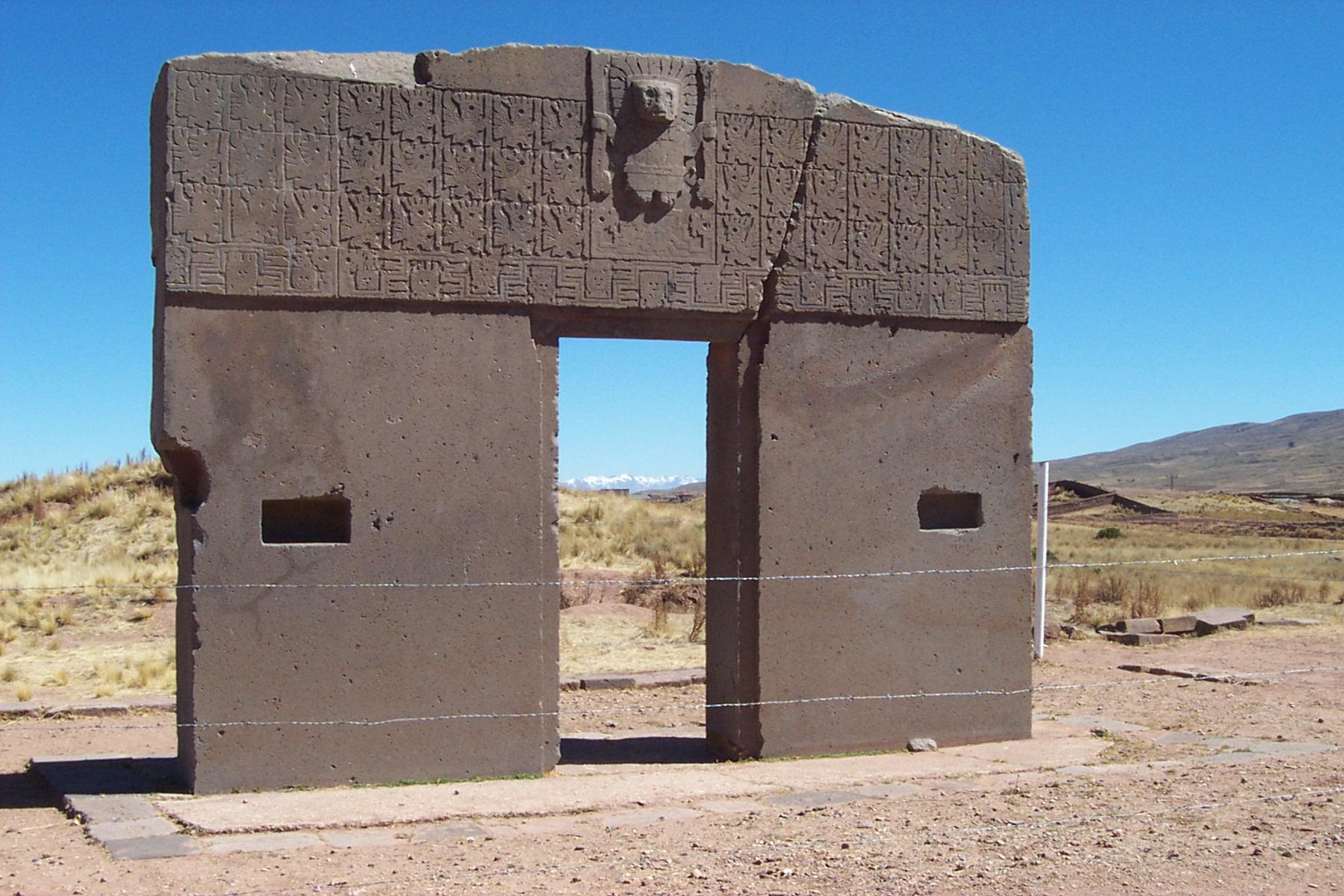
Brána slunce v Tiwanacu. Město je zapsáno v seznamu světového dědictví UNESCO

Z pozůstatků Tiwanaca je známá zejména andezitová Brána slunce (široká 4 metry, vysoká 3 metry s motivem „boha se dvěma žezly“) a obří kamenná socha Atlanta. Vrchol rozvoje těchto území je datován do období 500 n. l. až 1000 n. l. Byla budována opevněná města, které spojovaly silnice a obyvatelé také odváděli svým vládcům práci na veřejných stavbách a v zemědělství, což převzali také Inkové. Huari bylo ještě před rokem 800 n. l. z neznámého důvodu opuštěno a do krize se postupně dostala celá říše.

### Pozdní přechodné období
Po úpadku Huari a Tíwanaca nastalo období soupeření až tří desítek menších útvarů, které probíhalo přibližně v 11. až 14. století. Dobové prameny hovoří o radikální militarizaci společností a bojích o půdu a vodu. Naopak neustále vzkvétalo umění a obchod.

### Sicán
Za nejstarší seňorío tohoto období je považován Sicán, který v době svého vzniku okolo roku 700 n. l. navázal na kulturu Moche, vrcholu dosáhl kolem roku 900 a zanikl v roce 1375, kdy se stal součástí říše Chimú. Centrum kultury se nacházelo v údolí Lambayeque. Pro Sicán byla charakteristická monumentální architektura.

#### Chimú (Čimú)

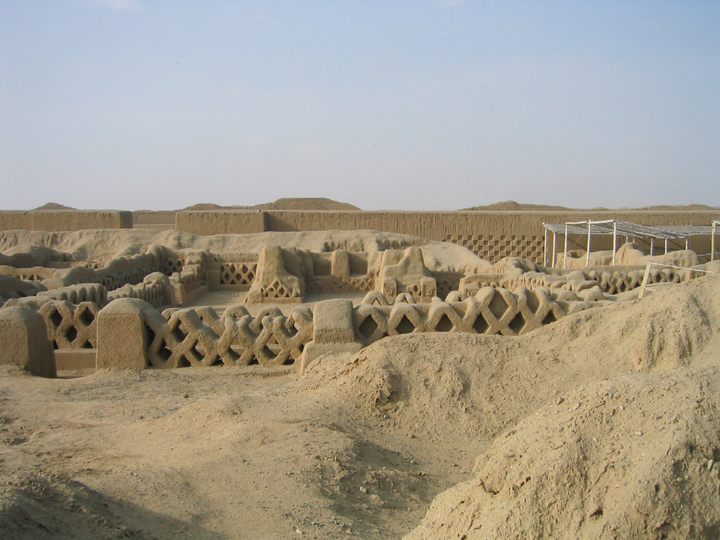
Ruiny Chan Chanu (dnes je v seznamu světového dědictví UNESCO)

Na severu v oblasti dřívější močické kultury se prosadila „říše“ Chimú (též Chimor), jejímž jádrem bylo město Chan Chan. Říše Chimú expandovala pomocí výbojů a měla velice propracovaný byrokratický aparát s nejvyšší postavou vládce – ztělesněného boha. Zajímavé je, že v Chan Chanu tvoří ve středu města jednotlivé budovy deset rozsáhlých oddělených obytných komplexů – královských paláců (ciudadel) s vlastní půdou a nádržemi vody, chráněných zdmi z nepálených cihel o výšce až 12 metrů. Každá z citadel měla jen jediný vchod a byla pravděpodobně za života sídlem a po smrti mauzoleem jednoho z panovníků, což je prvek, který se později vyskytoval i u Inků.
Rozvoj říše Chimú je datován do období 1250–1460 (říše měla délku okolo 1000 km od města Tumbes po dnešní Limu), tehdy byla poražena Inky a začleněna do jejich říše. Zajímavé je, že výrobky z oblasti Chimú se nejvíce rozšířily až po dobytí Inky, které ohromila jejich vysoká umělecká úroveň. Kovotepci a řemeslníci proto museli odejít do Cusca a pracovat pro samotné Inky.

### Incká říše

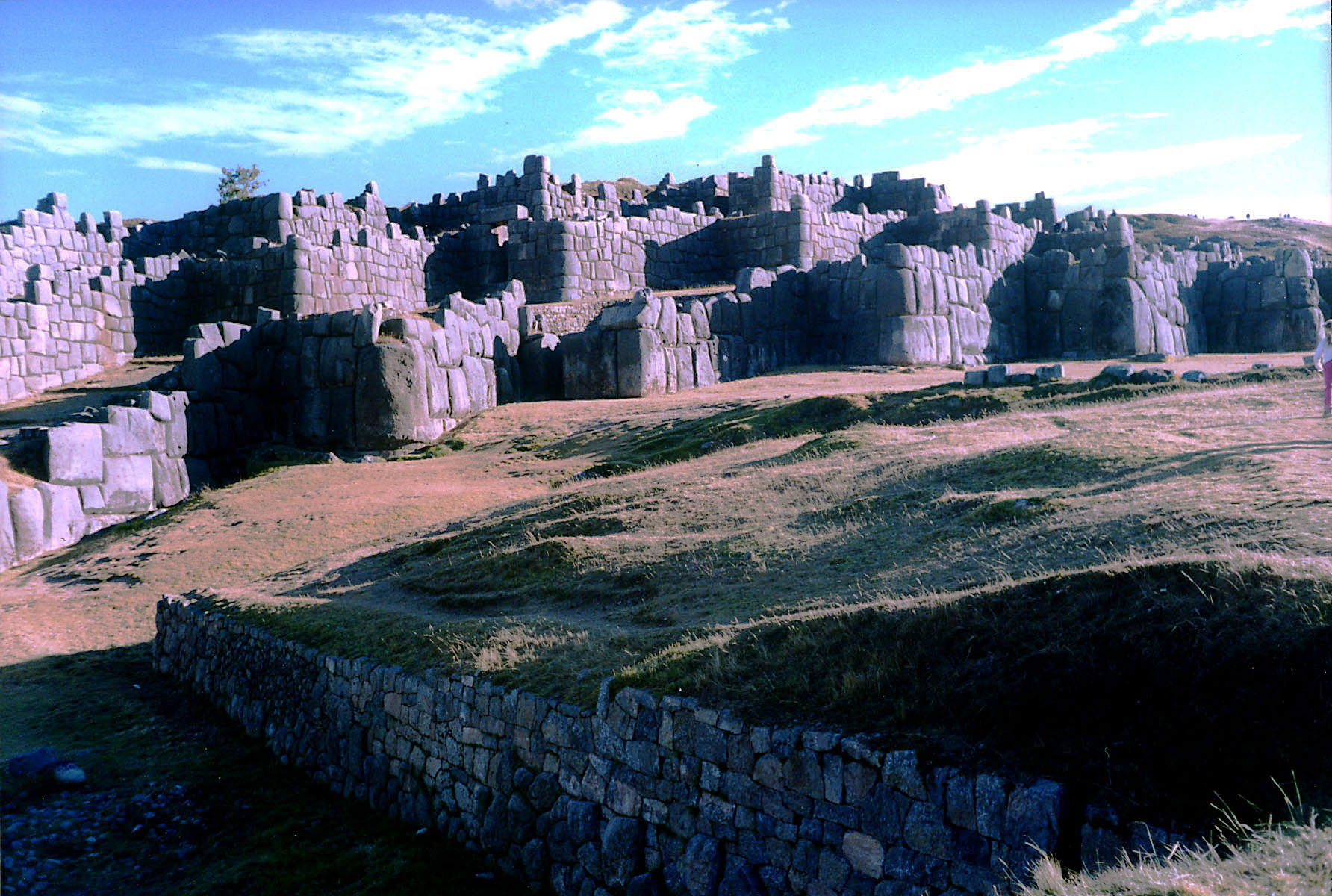
Pozůstatky rozsáhlé incké pevnosti Sacsayhuamán

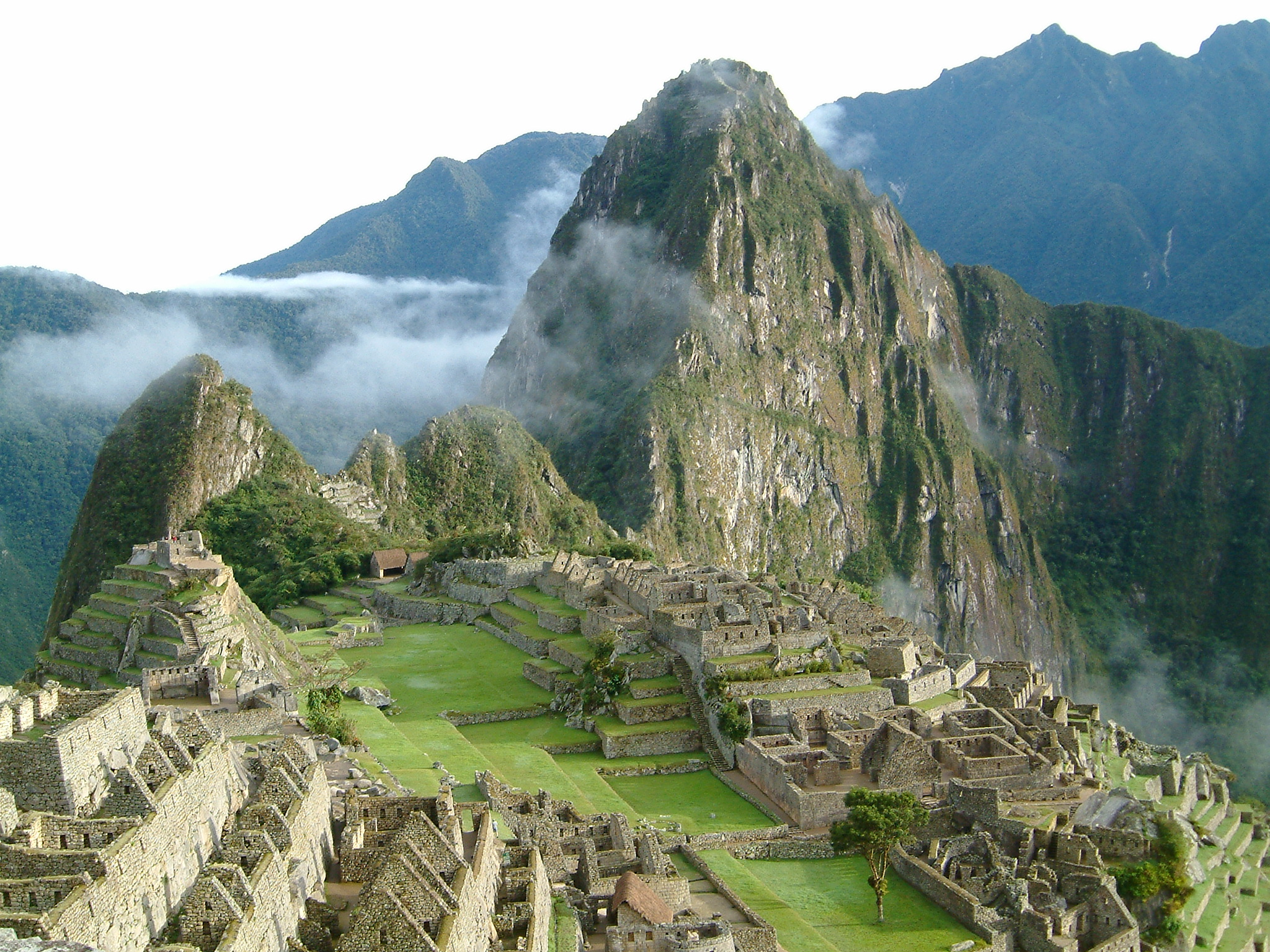
Ruiny inckého města Machu Picchu. Je zařazeno do seznamu světového dědictví UNESCO

Poslední velkou předkolumbovskou říší v andské oblasti byla Incká říše (kečuánsky Tahuantinsuyu – Čtyři díly světa) s centrem v Cuscu (Cusco je dnes v seznamu světového dědictví UNESCO). Vrchol rozmachu říše nastal v letech 1438–1533. Ve vrcholném období se rozkládal na území dnešních států Kolumbie, Ekvádoru, Peru, Bolívie, Chile a Argentiny (délka cca 5000 kilometrů a počet obyvatel byl odhadem 30 milionů).
Inkové vytvořili silně centralizovaný byrokratický systém, ve kterém bylo veškeré obyvatelstvo rozděleno do útvarů po deseti a na jehož vrcholu byli vládci čtyř částí říše (apo) a nad nimi všemocný sapa inka – syn Slunce. Dominantní byl systém redistribuce většiny vytvořených statků. Byla tolerována místní náboženství a huaky, dominoval však kult Slunce. Inkové výrazně rozšířili systém silnic (dosáhl délky odhadem 30–50 tisíc kilometrů), zavedli stálou armádu, budovali nová města a mohutné stavby z perfektně opracovaného polygonálního – například pevnost Sacsayhuamán či chrám Coricancha v Cuscu. Běžná byla povinnost práce obyvatel na veřejných stavbách (mita). Jelikož byl v této oblasti nedostatek půdy pro zemědělství, Inkové budovali rozsáhlý systém terasových polí zabraňující erozi. Rozvinutá byla i řemesla, zejména zpracování kovů. Inkové naopak neznali princip klenby a k záznamům používali pouze uzlové písmo quipu.
Když Inckou říši dobyl conquistador Francisco Pizarro, uchýlili se poslední inčtí panovníci na úpatí And, kde ve špatně dostupném terénu vytvořili malý stát Vilcabama a zde Španělům vzdorovali až do roku 1572, kdy byl zabit poslední Inka Túpac Amaru I.